# Hernán Grana
Hernán Gustavo Grana (Villa Luro, Buenos Aires, 12 de abril de 1985) es un futbolista argentino que se desempeña como defensor lateral. Actualmente se encuentra en All Boys de la Primera Nacional, donde alcanzó el centenar de partidos. Es primo hermano del exjugador Mario Grana.

## Trayectoria

### Platense
Hizo sus primeros pasos en el fútbol, en la Asociaciòn de Fomento "Amigos de Villa Luro" bajo la dirección técnica de Diego Hernan Piazza desde donde llega al calamar. Comienza su carrera disputando la Primera B. Debuta en la última fecha del Campeonato de Primera B 2002-03 en un equipo que ya se había clasificado al reducido y que dio descanso a los titulares, disputó los 90 minutos sin recibir amonestaciones ni marcar goles.
En la primera fecha del Campeonato de Primera B 2003-04 es convocado al banco de suplentes sin ingresar. En la segunda fecha debuta al ingresar a los 21 minutos del segundo tiempo en el partido contra Temperley. Recién en la fecha 12 debuta como titular en el partido contra Talleres de Remedios de Escalada. En total disputó 9 partidos en la temporada.
De cara al Campeonato de Primera B 2004-05, ya integrado al plantel profesional y con un contrato firmado con el equipo, es convocado en la primera fecha al banco de suplentes de la primera fecha contra Almirante Brown partido en el que no termina ingresando. Termina por debutar y jugar su único partido en el Apertura el sábado 29 de agosto de 2004 por la séptima fecha contra San Telmo arrancando como titular y completando los 90 minutos sin marcar goles ni recibir tarjetas amarillas. En el torneo Clausura debuta en la sexta fecha como titular contra Club Tristán Suárez Su primer y única expulsión en Platense la recibe en la fecha 17 contra Brown de Adrogué por una doble amarilla. Tras un buen campeonato se clasifican al reducido por la promoción en los que disputa los dos partidos de la semifinal como titular en los que pasan a la final con Club Tristán Suárez, disputando los dos encuentros y perdiendo la final, restando jugar la promoción por el segundo ascenso con Chacarita, partidos que disputa pero terminan perdiendo. En total disputó 17 partidos en la temporada.
Debuta en el Campeonato de Primera B 2005-06 el día martes 30 de agosto del 2005 en el partido correspondiente a la primera fecha como titular contra Defensores de Cambaceres y es reemplazado en el entretiempo sin haber convertido goles ni recibir amonestaciones. En total llegó a disputar 12 partidos de las 34 fechas en los que no convirtió goles. Consigue el ascenso con el calamar al salir campeón.

### Los Andes
Tras el ascenso no sería tenido en cuenta en un equipo que se rearmo, por lo que sale cedido al milrayitas para disputar el Campeonato de Primera B 2006-07 en el que terminaría disputando 21 partidos sin conseguir convertir goles.

### All Boys
Sin lugar en Platense llega al club de Floresta en lo que sería su primer paso por el equipo para disputar el Campeonato de Primera B 2007-08, donde se convertiría en una pieza fundamental del equipo, disputando 39 partidos y convirtiendo 1 gol y saliendo campeón por segunda vez de la Primera B. Grana convirtió el segundo gol del partido de la fecha 39, partido en el que se consagraría campeón, siendo su primer gol como profesional contra Atlanta.

### Lanús
En el año 2008 el Club Atlético Lanús pagó € 125 000 por el pase completo de Hernán Grana, para jugar en Primera División tras si gran paso por All Boys. En su primera temporada debutó en la 12 fecha contra Estudiantes de La Plata como titular con la 23 en la espalda, disputando los 90 minutos sin recibir amarillas ni marcar goles. En total disputaría 12 partidos con 1072 minutos en los que no marcó goles y no recibió tarjetas amarillas en todo el Campeonato de Primera División 2008-09.
De cara al Campeonato de Primera División 2009-10 y con más experiencia, continúa integrando el plantel granate. Debuta el 23 de agosto del 2009 contra Huracán por la primera fecha, ya con la 4 en la espalda y habiendo ganado el puesto. En total disputaría 34 partidos en los que no marcaría goles y sólo recibiría 2 tarjetas amarillas en un total de 2743 minutos. En este campeonato disputa por primera vez la Copa Libertadores.
En la temporada siguiente, comienza jugando el Campeonato de Primera División 2010-11 en el granate, con quien llega a disputar 15 partidos antes de salir a préstamo.

### Quilmes
En el 2011 pasó a préstamo a Quilmes con el director técnico Leonardo Madelon para disputar la segunda parte del Campeonato de Primera División 2010-11. Debuta en la primera fecha del Clausura contra Colón de Santa Fe al ingresar a los 18 minutos del segundo tiempo en lugar de Martín Quiles. En total disputaría 13 partidos en los que no convertiría ningún gol.

### Belgrano
Llega a Belgrano a préstamo por una temporada y así disputar el Campeonato de Primera División 2011-12. Debuta en la tercera fecha del campeonato contra Unión de Santa Fe. En total disputó 23 partidos en los que convirtió 1 gol y recibió 4 tarjetas amarillas.

### All Boys
En el 2012 volvió a vestir la camiseta de All Boys, Debutó con la camiseta 4 como titular y disputando los 90 minutos de la primera fecha contra Godoy Cruz Su único gol del campeonato se lo marca a Estudiantes de La Plata por la 12 fecha. En total disputó 39 partidos en los que convirtió un gol, pero como en el 2013 tenía que volver a Lanús, el equipo de Floresta compró su pase en 200.000 dólares por lo que se quedó para disputar el Campeonato de Primera División 2013-14, jugando sólo la primera parte en la que disputó 18 partidos y convirtió un gol.

### Boca
En diciembre se confirma su llegada al Xeneize por pedido expreso de Carlos Bianchi, llega a préstamo por un año con una opción de compra y ya en los primeros entrenamientos se vislumbraba que sería el 4 titular. Debuta en el superclásico de verano del 2014 con la 4 en la espalda y siendo el titular del equipo en el empate 1 a 1, completando los 90 minutos sin ser amonestado ni convertir goles. De cara a su debut en el Campeonato de Primera División 2013-14 arranca como titular completando los 90 minutos contra Newells
Termina disputando 15 de los 19 partidos del campeonato sin convertir goles. Sin embargo, su pésimo rendimiento en la entidad Xeneize llevaron a que al año siguiente se fuera del Club.

### Columbus Crew
Se suma al Columbus Crew tras retornar de su experiencia en el Xeneize, es presentado en enero en la que sería su primer experiencia en el exterior. Después de la pretemporada debuta como titular con el número 27 contra Houston Dynamo disputando 90 minutos sin ser amonestado. Si bien tuvo desempeños muy buenos que lo hicieron recibir el premio a mejor jugador de la semana, por problemas familiares termina rescindiendo su contrato y volviendo a la Argentina donde estaría 6 meses sin jugar al regresar cuando el mercado de pases ya se había cerrado. En total disputó 7 partidos sin convertir goles.

### All Boys
El viernes 4 de diciembre, el lateral derecho Hernán Grana vuelve al club para afrontar la temporada 2016 de la Primera B Nacional. De esta manera Hernán Grana se convierte en el primer refuerzo y cumplirá su tercera etapa en la institución de Floresta. Debuta en la primera fecha del Campeonato de Primera B Nacional 2016 contra Chacarita. En total disputa 20 partidos de jugando todos los minutos del campeonato, 1800, en los que no marcó goles y recibió 2 amarillas. Después de haber tenido un buen rendimiento se rescinde su contrato de mutuo acuerdo producto de los problemas económicos que atravesaba la institución de Floresta, siendo otro ídolo y referente del club  que se iría.

### Ferro
Se confirma su llegada al club de Caballito de cara al Campeonato de Primera B Nacional 2016/17. Debuta en la primera fecha como titular, ganándose el puesto tras buenos desempeños y convirtiéndose en el 4 de Ferro, en el partido contra Central Córdoba disputa los 90 minutos con la 4 en la espalda. Fue titular en 19 de los 20 partidos de la Primera B Nacional, recibiendo 4 tarjetas amarillas y sin marcar goles.

### FC Dallas
Se confirma la cesión por un año para disputar la Major League Soccer 2017 con Dallas, también afrontar la Liga de Campeones de la Concacaf 2016-17 y la Lamar Hunt U.S. Open Cup 2017. Forma parte de la pretemporada en Argentina en la que se disputaron amistosos con River Plate, San Lorenzo, Racing y Estudiantes de La Plata. Debuta por los cuartos de final de la Concacaf contra Árabe Unido de Panamá. Comienza como titular disputando los 90 minutos y sin recibir tarjeta amarilla, el partido termina con una goleada 4 a 0, resultado que no se pudo remontar en el partido de vuelta aún cuando se perdió 2 a 1. En dicho partido disputó los 90 minutos. En el partido de ida de las semifinales contra el Pachuca mexicano vuelve a ser titular disputando 90 minutos en los que recibió una victoria, el partido lo gana Dallas 2 a 1, pero en el partido de vuelta en México el Pachuca da vuelta la serie al ganar 3 a 1 eliminando al equipo de Hernán. Debuta en la MLS el 8 de abril en la primera fecha contra Minnesota United FC, juega los 90 minutos y recibe una amarilla. Su único gol lo marca contra New York Red Bulls En total disputó 34 partidos marcando un solo gol.

### Ferro
Retorna de su préstamo y se integra al plantel para disputar la segunda mitad del Campeonato de Primera B Nacional 2017-18. Debuta en febrero en la decimotercer fecha del campeonato contra Atlético Mitre disputando los 90 minutos sin ser amonestado ni llegar a convertir un gol. Termina disputando 14 partidos sin convertir goles ni recibir tarjetas en 1260 minutos. 
De cara al Campeonato de Primera B Nacional 2018-19 y ante el pedido de continuidad del técnico Alejandro Orfila el club le renueva el contrato por una temporada más hasta finales de junio del 2019. Debutó en la primera fecha como titular completando los 90 minutos y recibiendo una sola tarjeta amarilla en la derrota contra Nueva Chicago. En total disputó 24 partidos en los que no marcó ningún gol.
Se renueva su contrato hasta el 30 de junio del 2020 para disputar el Campeonato de Primera Nacional 2019-20 con Ferro. Debuta en la primera fecha del campeonato contra Platense con la 4 en la espalda y completa los 90 minutos sin recibir amarillas ni convertir goles. Su único gol en el campeonato se lo marcaría a Atlanta. en la fecha 18. En total disputaría 21 partidos, marcando un único gol. Al terminar el campeonato Ferro termina décimo muy lejos de los puestos de ascenso pero al haberse suspendido el campeonato por el Covid se cancelan los descensos y ascensos.
Tras el parate por Covid renueva su contrato hasta el 31 de diciembre del 2021, sigue siendo una pieza clave del equipo que disputaría el Campeonato Transición de Primera Nacional 2020. Debuta el 30 de noviembre en la primera fecha contra Temperley como titular completando los 90 minutos sin ser amonestado ni convertir goles. Convierte su único gol del campeonato contra Estudiantes de Caseros. Tras un buen campeonato terminan peleando por el ascenso aunque es eliminado en la segunda ronda del reducido contra Atlanta. En total disputaría 9 partidos marcando 1 gol.
Continúa en el club para disputar su último año de contrato de cara al Campeonato de Primera Nacional 2021. Debuta en la cuarta fecha como titular, sin completa los 90 minutos al ser cambiado en el minuto 32 del segundo tiempo por Germán Rivero, en los 77 minutos en cancha no convirtió ni recibió amonestaciones. Su primer gol lo convirtió en la 9 fecha contra Santamarina a los 44 minutos del primer tiempo. Llega a disputar 32 partidos marcando 2 goles y recibiendo 3 tarjetas amarillas y 0 roja en minutos jugados. Fue una pieza fundamental del equipo que logró clasificarse al reducido para pelear por el ascenso, llegando Ferro como uno de los candidatos. Ganan el primer partido por 3 a 1 San Martín de Tucumán, y pierden el segundo por 1 a 0 pasando a semifinales. Hernán disputó 180 minutos de la serie. De cara a la serie con Quilmes vuelve a disputar los 180 minutos marcando el único gol de Ferro en la serie a los 2 minutos del segundo tiempo del partido de ida, en el partido de vuelta pierde por 1 a 0 quedando eliminado.
Tras la decepción de no haber podido ascender se ponía en duda su continuidad de cara al Campeonato de Primera Nacional 2022 siendo que su contrato se había finalizado y que el plantel se desarmó tras la ida de la dupla técnica Favio Orsi y Sergio Gómez, pero en la primera semana de enero renueva su contrato hasta el 31 de diciembre del 2022 buscando ascender y siendo el jugador que más tiempo llevaba en el plantel y uno de los que más cariño generó en los hinchas. Debuta en la primera fecha del campeonato contra Nueva Chicago disputando los 90 minutos en los que no convirtió ningún gol ni recibió amonestaciones.

## Estadísticas
Actualizado al 1 de diciembre de 2024

| Platense Argentina | 3.ª            | 2002/03        | 1   | 0  | — | — | —  | — | 1   | 0  | 0    |
| Platense Argentina | 3.ª            | 2003/04        | 9   | 0  | — | — | —  | — | 9   | 0  | 0    |
| Platense Argentina | 3.ª            | 2004/05        | 17  | 0  | — | — | —  | — | 17  | 0  | 0    |
| Platense Argentina | 3.ª            | 2005/06        | 12  | 0  | — | — | —  | — | 12  | 0  | 0    |
| Platense Argentina | Total          | Total          | 39  | 0  | - | - | -  | - | 39  | 0  | 0    |
| Los Andes Argentina | 3.ª            | 2006/07        | 21  | 0  | — | — | —  | — | 21  | 0  | 0    |
| Los Andes Argentina | Total          | Total          | 21  | 0  | - | - | -  | - | 21  | 0  | 0    |
| All Boys Argentina | 3.ª            | 2007/08        | 39  | 1  | — | — | —  | — | 39  | 1  | 0.03 |
| All Boys Argentina | Total          | Total          | 39  | 1  | - | - | -  | - | 39  | 1  | 0.03 |
| Lanús Argentina | 1.ª            | 2008/09        | 12  | 0  | — | — | —  | — | 12  | 0  | 0    |
| Lanús Argentina | 1.ª            | 2009/10        | 26  | 0  | — | — | 8  | 0 | 34  | 0  | 0    |
| Lanús Argentina | 1.ª            | 2010           | 15  | 0  | — | — | —  | — | 15  | 0  | 0    |
| Lanús Argentina | Total          | Total          | 53  | 0  | - | - | 8  | 0 | 61  | 0  | 0    |
| Quilmes Argentina | 1.ª            | 2011           | 13  | 0  | — | — | —  | — | 13  | 0  | 0    |
| Quilmes Argentina | Total          | Total          | 13  | 0  | - | - | -  | - | 13  | 0  | 0    |
| Belgrano Argentina | 1.ª            | 2011/12        | 23  | 1  | — | — | —  | — | 23  | 1  | 0.04 |
| Belgrano Argentina | Total          | Total          | 23  | 1  | - | - | -  | - | 23  | 1  | 0.04 |
| All Boys Argentina | 1.ª            | 2012/13        | 36  | 1  | 5 | 0 | —  | — | 41  | 1  | 0.02 |
| All Boys Argentina | 1.ª            | 2013/14        | 18  | 1  | — | — | —  | — | 18  | 1  | 0.02 |
| All Boys Argentina | Total          | Total          | 54  | 2  | 5 | 0 | -  | - | 59  | 2  | 0.03 |
| Boca Juniors Argentina | 1.ª            | 2013/14        | 15  | 0  | — | — | —  | — | 15  | 0  | 0    |
| Boca Juniors Argentina | 1.ª            | 2014           | 5   | 0  | 1 | 0 | —  | — | 6   | 0  | 0    |
| Boca Juniors Argentina | Total          | Total          | 20  | 0  | 1 | 0 | -  | - | 21  | 0  | 0    |
| Columbus Crew Estados Unidos | 1.ª            | 2015           | 7   | 0  | — | — | —  | — | 7   | 0  | 0    |
| Columbus Crew Estados Unidos | Total          | Total          | 7   | 0  | - | - | -  | - | 7   | 0  | 0    |
| All Boys Argentina | 2.ª            | 2016           | 20  | 0  | — | — | —  | — | 20  | 0  | 0    |
| All Boys Argentina | Total          | Total          | 20  | 0  | 0 | 0 | 0  | 0 | 20  | 0  | 0    |
| Ferro Argentina | 2.ª            | 2016/17        | 19  | 0  | — | — | —  | — | 19  | 0  | 0    |
| Ferro Argentina | Total          | Total          | 19  | 0  | 0 | 0 | 0  | 0 | 19  | 0  | 0    |
| FC Dallas Estados Unidos | 1.ª            | 2017           | 29  | 1  | 1 | 0 | 4  | 0 | 34  | 1  | 0.03 |
| FC Dallas Estados Unidos | Total          | Total          | 29  | 1  | 1 | 0 | 4  | 0 | 34  | 1  | 0.03 |
| Ferro Argentina | 2.ª            | 2017/18        | 14  | 0  | — | — | —  | — | 14  | 0  | 0    |
| Ferro Argentina | 2.ª            | 2018/19        | 24  | 0  | — | — | —  | — | 24  | 0  | 0    |
| Ferro Argentina | 2.ª            | 2019-20        | 21  | 1  | — | — | —  | — | 21  | 1  | 0.05 |
| Ferro Argentina | 2.ª            | 2020           | 9   | 1  | — | — | —  | — | 9   | 1  | 0.11 |
| Ferro Argentina | 2.ª            | 2021           | 32  | 2  | — | — | —  | — | 32  | 2  | 0.06 |
| Ferro Argentina | 2.ª            | 2022           | 32  | 1  | 2 | 0 | —  | — | 34  | 1  | 0.03 |
| Ferro Argentina | 2.ª            | 2023           | 35  | 0  | — | — | —  | — | 35  | 0  | 0    |
| Ferro Argentina | Total          | Total          | 167 | 4  | 2 | 0 | -  | - | 169 | 4  | 0.02 |
| Ferro Argentina | Total Ferro    | Total Ferro    | 185 | 5  | 2 | 0 | -  | - | 188 | 5  | 0.03 |
| All Boys Argentina | 2.ª            | 2024           | 40  | 1  | — | — | —  | — | 40  | 1  | 0.03 |
| All Boys Argentina | 2.ª            | 2025           | 0   | 0  | — | — | —  | — | 0   | 0  | 0    |
| All Boys Argentina | Total          | Total          | 40  | 1  | - | - | -  | - | 40  | 1  | 0.03 |
| All Boys Argentina | Total All Boys | Total All Boys | 153 | 4  | 5 | 0 | -  | - | 158 | 4  | 0.03 |
| Total Carrera | Total Carrera  | Total Carrera  | 543 | 10 | 9 | 0 | 12 | 0 | 565 | 10 | 0.02 |
| (1)Incluye Copa Argentina y Lamar Hunt U.S. Open Cup. (2)Incluye Copa Libertadores, Copa Sudamericana y Liga de Campeones de la Concacaf. |                |                |     |    |   |   |    |   |     |    |      |

## Palmarés

### Campeonatos nacionales
| Título                  | Equipo   | País      | Año     |
| ----------------------- | -------- | --------- | ------- |
| Primera B Metropolitana | Platense | Argentina | 2005-06 |
| Primera B Metropolitana | All Boys | Argentina | 2007-08 |